# Stade Leburton
Stade Leburton – stadion piłkarski w Tubize, w Belgii. Obiekt może pomieścić 8100 widzów. Swoje spotkania rozgrywają na nim piłkarze klubu AFC Tubize. Stadion nosi imię Edmonda Leburtona. Obiekt był jedną z aren piłkarskich Mistrzostw Europy U-17 2007. Rozegrano na nim dwa spotkania fazy grupowej oraz jeden półfinał turnieju.